# Toyota COMS
Toyota COMS — электромобиль-микрокар, выпускаемый японской компанией Toyota Motor Corporation с 2000 года в двух поколениях. Первое поколение было представлено в 2000 году в Тоёте, а с 2012 года выпускается второе поколение.

## Первое поколение
Первое поколение COMS было представлено в июне 2000 года. Автомобиль развивает максимальную скорость до 50 км/ч.
Запас хода варьируется от 35 до 45 километров в зависимости от технических характеристик, а батарея полностью заряжается за 8, 10, или 13 часов при использовании домашней сети напряжением 100 В. Аккумуляторная батарея состоит из шести свинцово-кислотных аккумуляторов напряжением 12 В, которые обеспечивают мощность 32 Ач для моделей с запасом хода 35 километров и 52 Ач для моделей с запасом хода 45 километров. Автомобиль оснащён двумя электродвигателями мощностью 2 кВт (2,7 л.с.), каждый из которых установлен на задних колёсах, и барабанными тормозами на обеих осях. Полимерный кузов и алюминиевая рама позволяют снизить массу до 270 кг.
COMS имеет две комплектации: базовая (с крышей) и открытая (без крыши). В базовой комплектации автомобилю присваивались индексы AK10E и AK15E, а в открытой — AK11E.
Всего было продано около 2000 экземпляров.

## Второе поколение
Второе поколение Toyota COMS было представлено в 2007 году на Токийском автосалоне, а выпуск начался в июле 2012 года. Запас хода составляет 50 км, а до 100 В автомобиль заряжается за 6 часов.
Мощность электродвигателя составляет 5 кВт (6,8 л. с.), а крутящий момент — 40 Н⋅м. Свинцово-кислотный аккумулятор ёмкостью 12 В имеет мощность 52 Ач. Второе поколение COMS имеет также улучшенный комфорт по сравнению с предшественником: более комфортная езда, положение водителя, сравнимое с положением автомобиля большего размера, и радиус поворота 3,2 метра. Рама автомобиля изготовлена из стали. Впереди установлена подвеска Макферсона, а задняя подвеска — балочная. Впереди установлены дисковые тормоза, а сзади — барабанные.
В то время как серийный автомобиль оснащён только одним сиденьем, планировалось установить дополнительное сиденье и ремень безопасности в грузовом отсеке, что, по словам компании, «превратило бы COMS в транспортное средство с двумя пассажирами, которое разрешено использовать на дорогах общего пользования».